# 245158 Thomasandrews
245158 Thomasandrews este un asteroid din centura principală de asteroizi.

## Descriere
245158 Thomasandrews este un asteroid din centura principală de asteroizi. A fost descoperit pe 13 octombrie 2004 la Vail-Jarnac de Tom Glinos și David H. Levy. Asteroidul prezintă o orbită caracterizată de o semiaxă mare de 2,19 ua, o excentricitate de 0,23 și o înclinație de 3,8° în raport cu ecliptica.